# 蘇格蘭高地

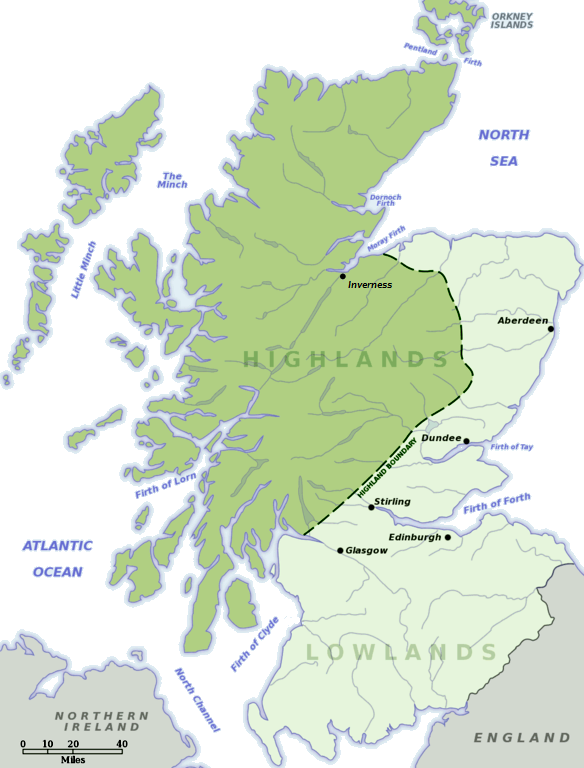
蘇格蘭高地範圍（深綠色）

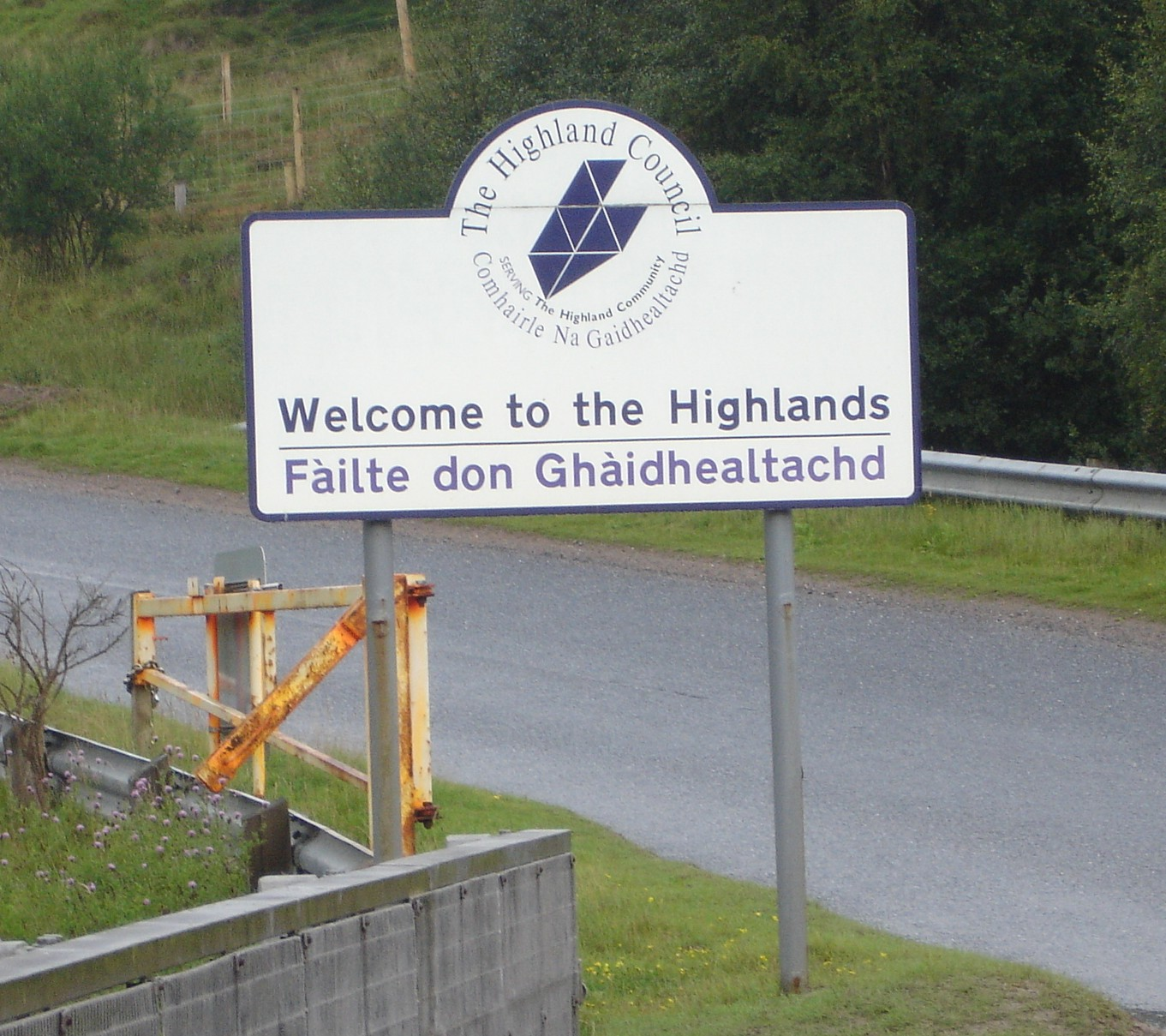
高地行政區邊界地區的高地行政區標識，表示這也是蘇格蘭高地的邊界

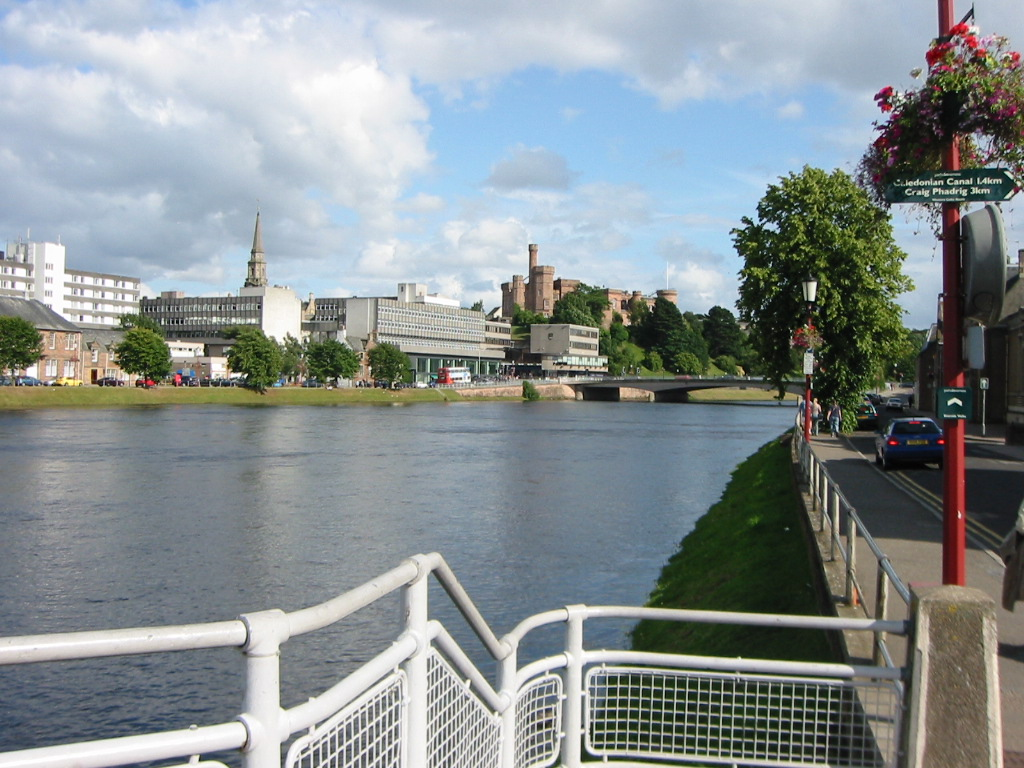
因弗内斯，高地的首府

蘇格蘭高地（蘇格蘭蓋爾語： - 意“蓋爾地區”）是蘇格蘭高地邊界斷層以西和以北的山地的稱呼。許多人將蘇格蘭高地稱為是歐洲風景最優美的地區。與之相對的是蘇格蘭低地。
蘇格蘭高地人煙稀少，有多座山脈，包括英國境內最高峰本內維斯山。雖然它位於人口密集的大不列顛島上，但這裡的人口密度甚至少於相近緯度的瑞典和挪威等地。

## 文化
在文化上除了與英國大部份地區有所不同之外，苏格兰高地与低地的差别也非常大。苏格兰盖尔语主要集中在高地，在这里高地英语也非常普及。宗教上高地受罗马天主教的影响非常深，而且天主教始终未能被杜绝，相对于低地而言至今仍有势力。

## 历史地理
传统上蘇格蘭高地指的是敦巴顿-斯通黑文一线西北的地区，包括赫布里底群岛、珀斯郡的部分和比特郡，但是不包括奧克尼群島、昔德蘭群島、奈恩郡、马里郡、班夫郡的海岸低地部分以及东阿伯丁郡的大部分地区。高地地区与低地地区在语言和传统上分歧很大，这里在英国化后盖尔语和传统习俗依然被保存。不过一直到14世纪末这个分歧才被注意到。印威內斯一般被看作是高地的首府。不过高地与低地的分界线不是很明确。

## 行政
高地地区约40%的面积由高地议会区管理。剩下的地域分属阿伯丁郡、安格斯、阿盖尔和比特、莫瑞、珀斯-金罗斯和斯特灵等六个行政区。阿伦岛虽然属于北艾尔郡管理，但其北部被看作是蘇格蘭高地的一部分。
整个高地地区的行政中心在印威内斯，故而它也常被称为“高地之都”。

### 高地和群岛
苏格兰的高地和几大群岛由于人口普遍稀少，在行政上往往被划分在一起，如在苏格兰议会选举中就作为同一个选区。但是这一名称在不同场合，也涵盖不同范围的地域。

## 地质
蘇格蘭高地由古老的、分裂的高原组成。古老的岩石被水流和冰川分割成峡谷和湖泊。冰河時期所留下来的是一个非常不规则的山区。几乎所有的山顶的高度差不多一样高。

## 照片集锦

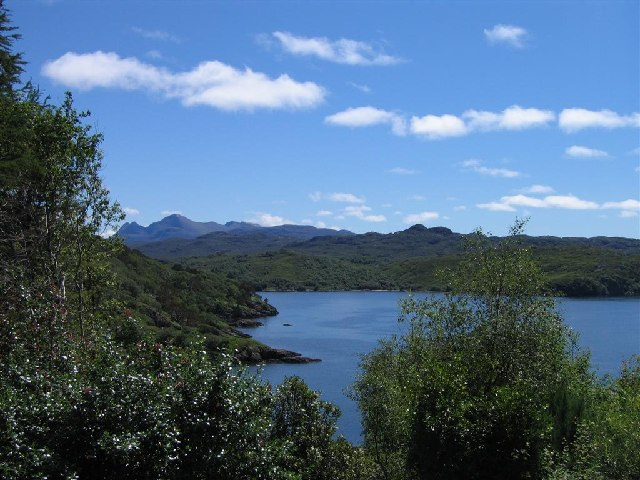
盖尔湖
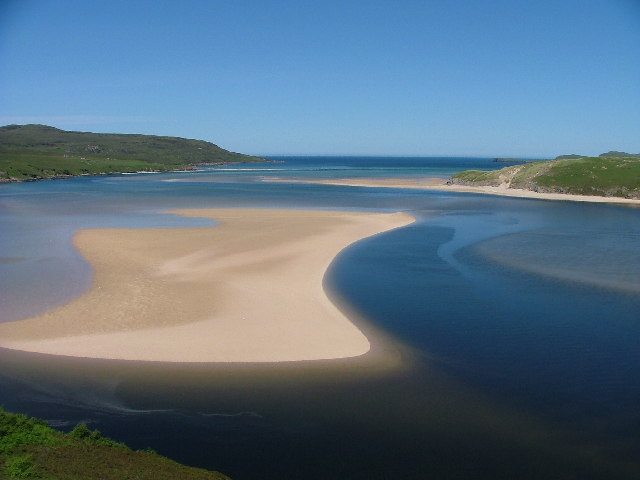
The Kyle of Durness
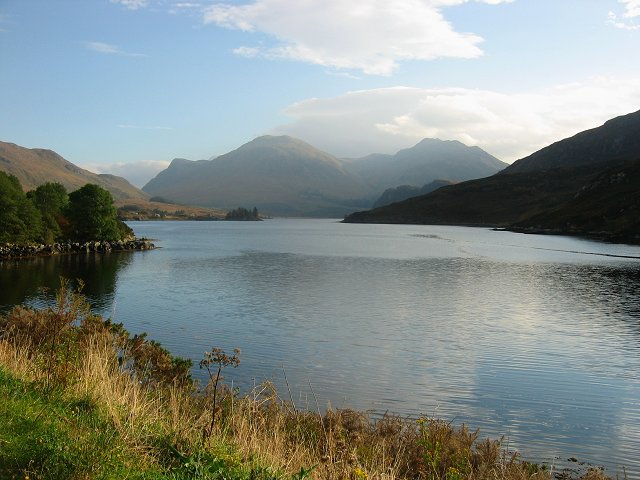
长湖
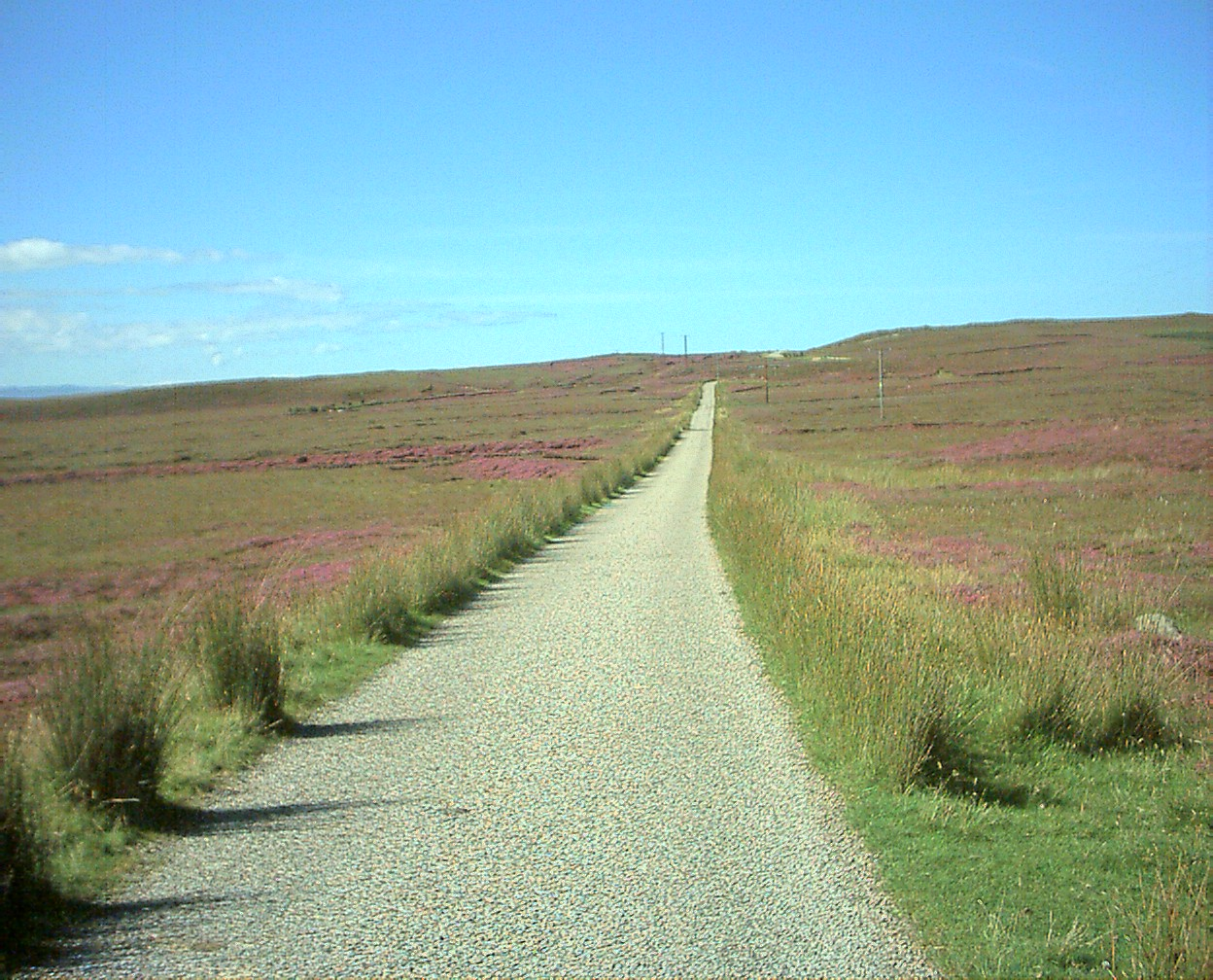
Aultivullin附近的一条单线公路
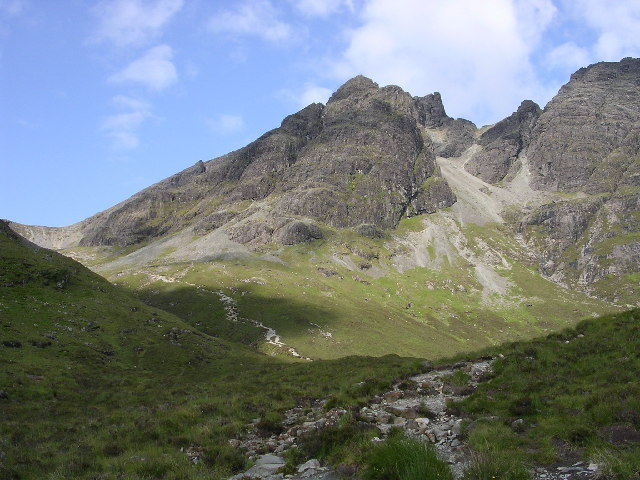
Blaven
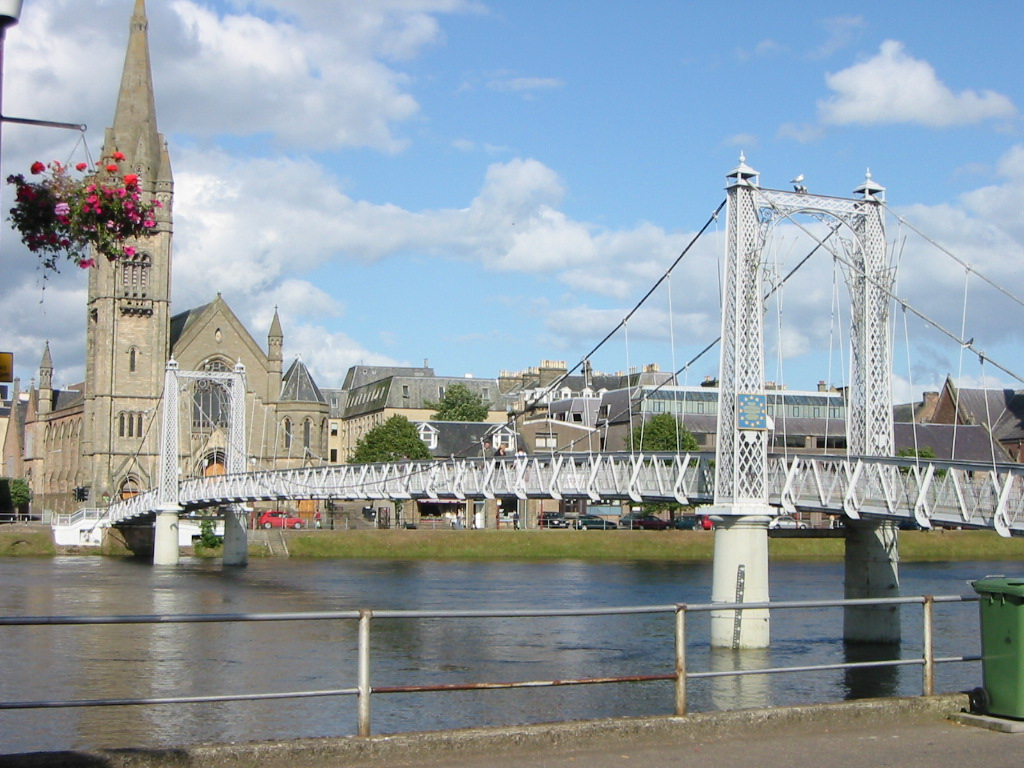
因弗内斯
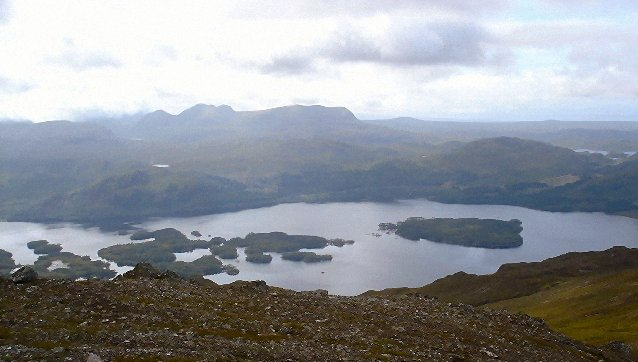
马里湖上的岛屿
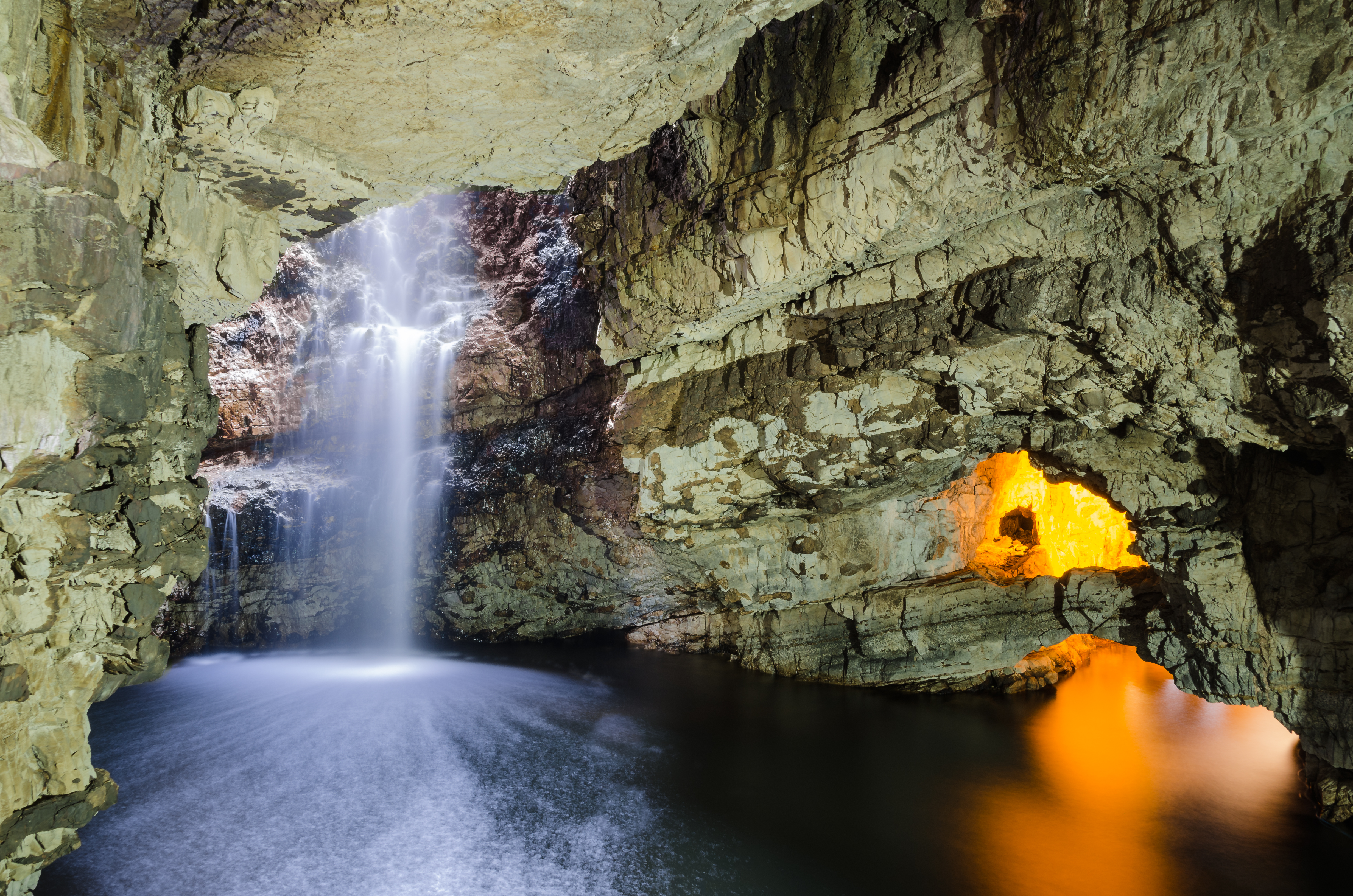
斯穆洞穴的内部，萨瑟兰
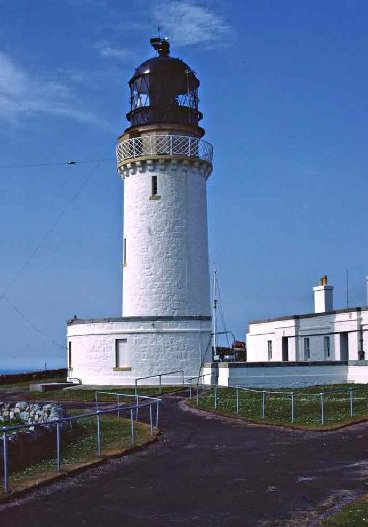
高地极西北端的Wrath角灯塔
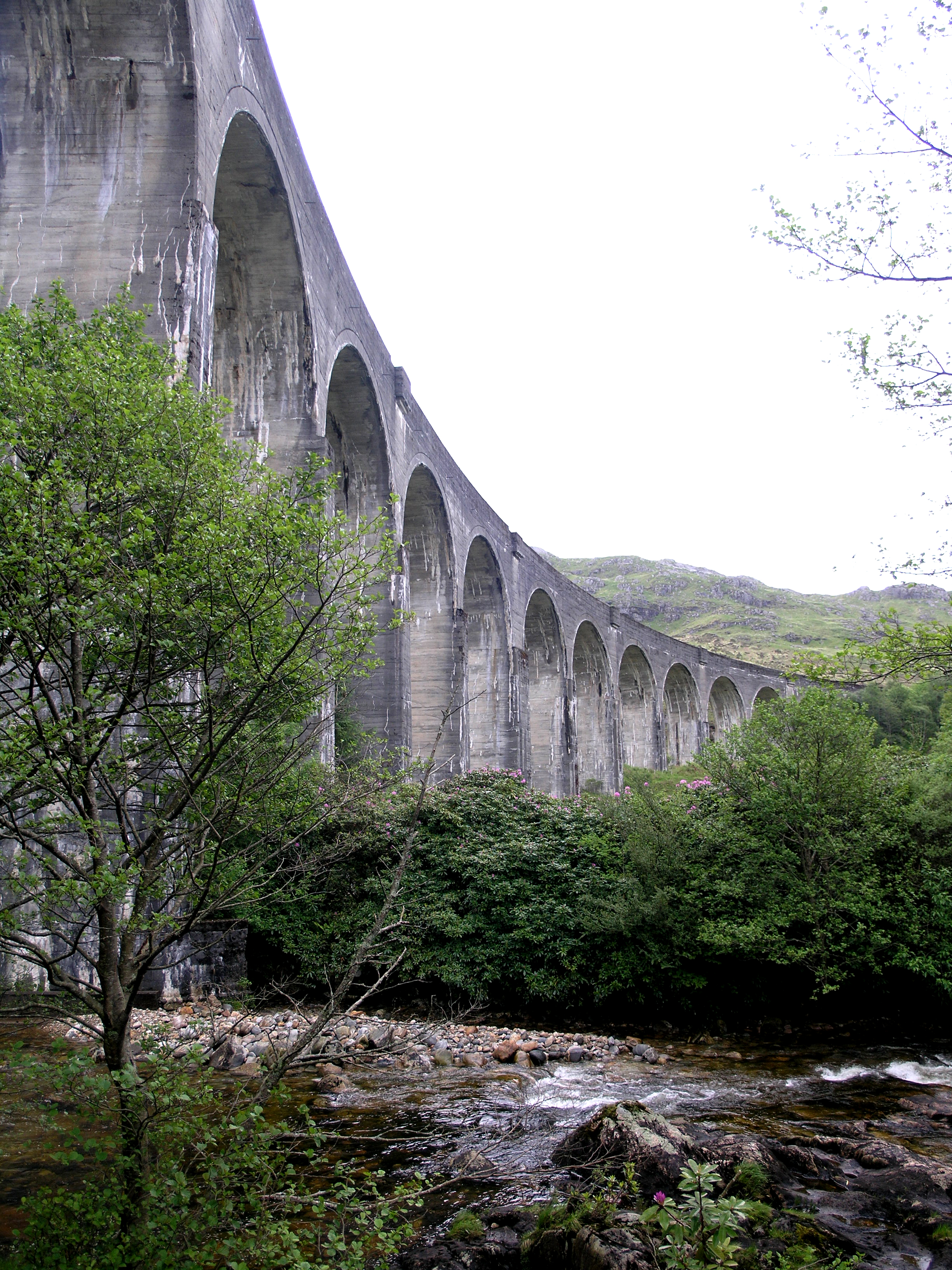
仰视格兰芬兰高架桥
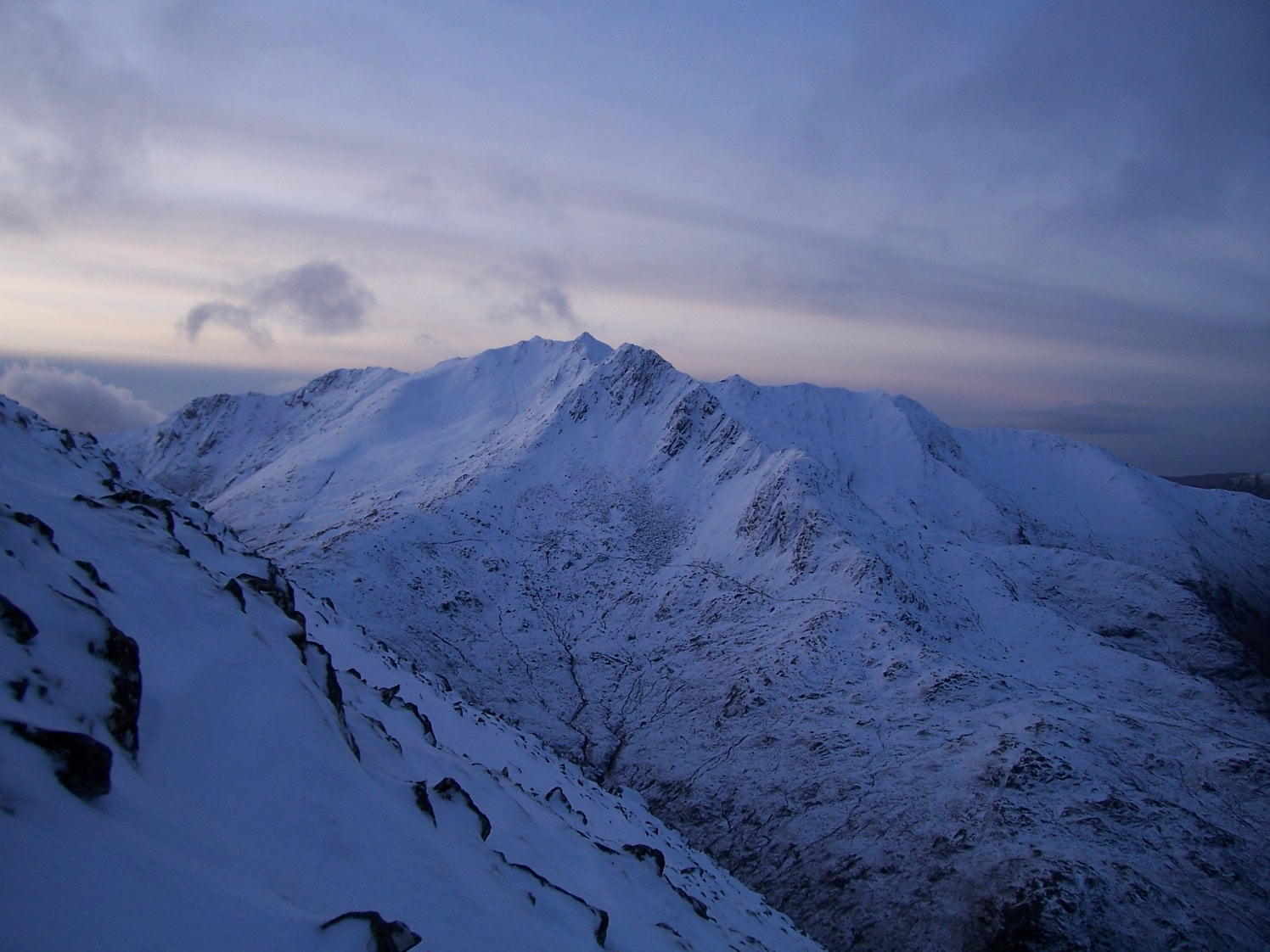
The Saddle
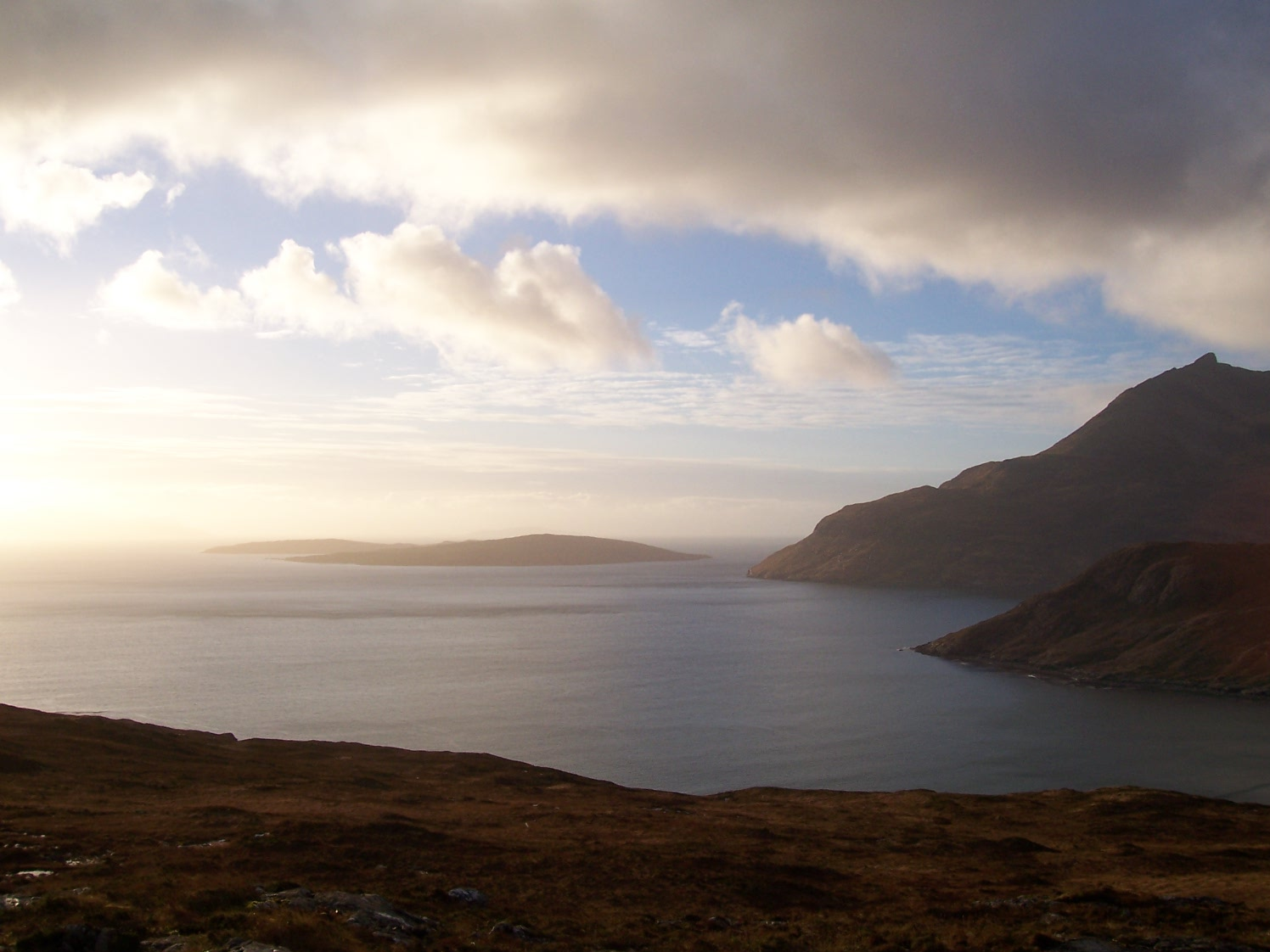
斯凯岛上的Scavaig湖